# لوري هنري
لوري هنري (بالإنجليزية: Lori Henry)‏ (20 مارس 1966 في الولايات المتحدة - ) هي لاعبة كرة قدم أمريكية في مركز قلب الدفاع. شاركت مع منتخب الولايات المتحدة لكرة القدم للسيدات.

## وصلات خارجية
- لوري هنري على موقع الاتحاد الدولي (مؤرشف)  (الإنجليزية)